# Indice di sostenibilità ambientale

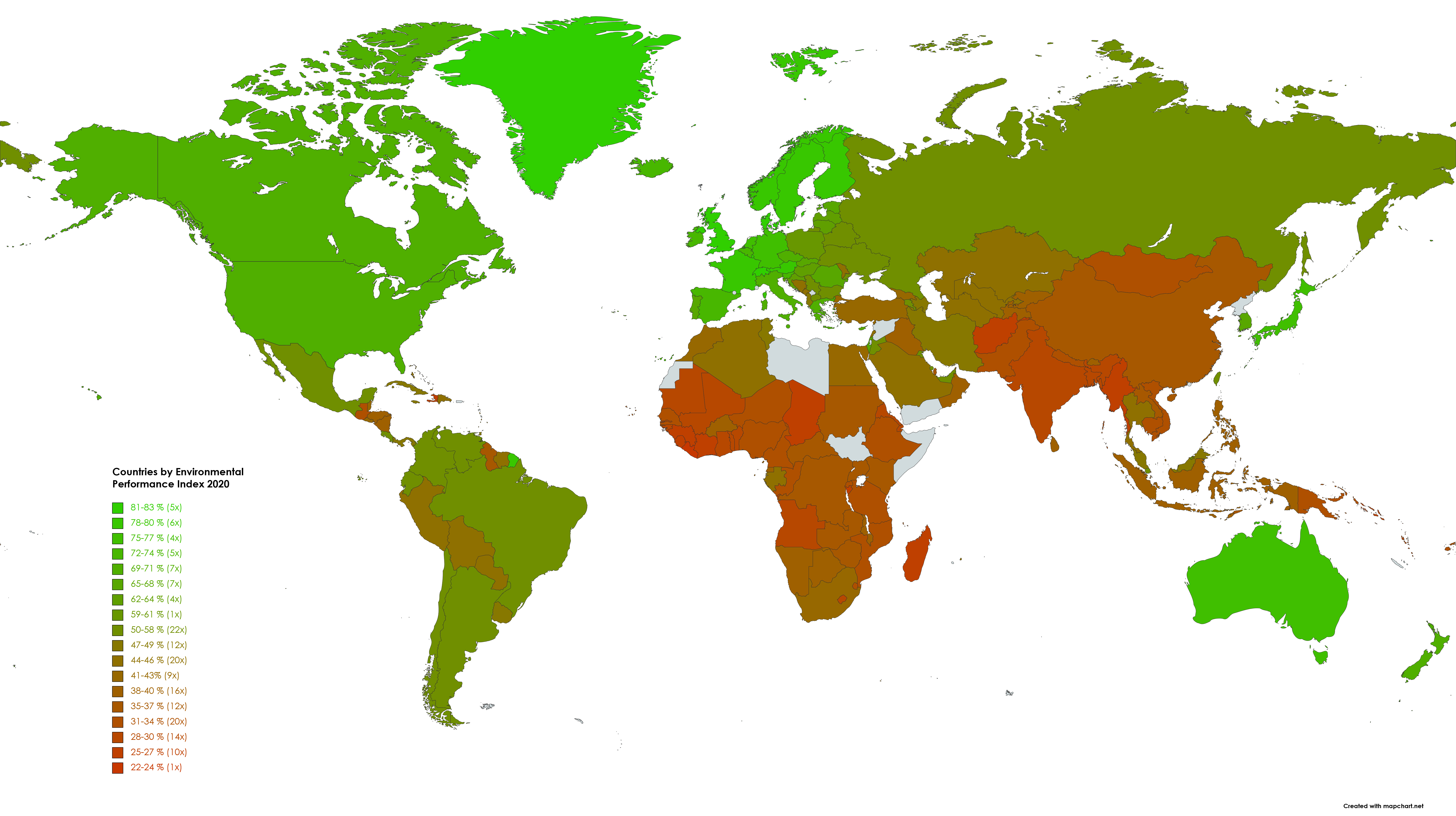
Mappa EPI (2020)

L'indice di sostenibilità ambientale (Environmental Performance Index, EPI) è un metodo per quantificare numericamente le prestazioni ambientali di un paese. È stato sviluppato a partire dal Pilot Environmental Performance Index, pubblicato per la prima volta nel 2002, e progettato per integrare gli obiettivi ambientali delle Nazioni Unite.
Questo indice è stato sviluppato dalla Yale University e dalla Columbia University in collaborazione con il Forum Economico Mondiale e il Centro comune di ricerca della Commissione europea.
Dal gennaio 2008 l'EPI ha emesso due rapporti - il Pilot 2006 Environmental Performance Index e L'Indice di sostenibilità ambientale. Nel 2008, i primi tre paesi nella classifica sono stati la Svizzera, la Norvegia e la Svezia.

## Metodologia
L'indice EPI varia molto in funzione dei parametri considerati.

### Variabili 2018
Simile al 2016 ma con salute ambientale al 40% e vitalità ecosistema al 60%.

### Variabili 2016[2]
| EPI                                                                        | Obiettivo                 | Categoria fenomeno           | Indicatore                                             |
| -------------------------------------------------------------------------- | ------------------------- | ---------------------------- | ------------------------------------------------------ |
| Indice di sostenibilità ambientale (Environmental Performance Index - EPI) | Salute ambientale (40%)   | Impatto sulla salute (33%)   | Esposizione al rischio ambientale (100%)               |
| Indice di sostenibilità ambientale (Environmental Performance Index - EPI) | Salute ambientale (40%)   | Qualità dell'aria (33%)      | Qualità dell'aria domestica (30%)                      |
| Indice di sostenibilità ambientale (Environmental Performance Index - EPI) | Salute ambientale (40%)   | Qualità dell'aria (33%)      | Inquinamento aria - Media PM 2.5 (30%)                 |
| Indice di sostenibilità ambientale (Environmental Performance Index - EPI) | Salute ambientale (40%)   | Qualità dell'aria (33%)      | Inquinamento aria - PM 2.5 oltre (30%)                 |
| Indice di sostenibilità ambientale (Environmental Performance Index - EPI) | Salute ambientale (40%)   | Qualità dell'aria (33%)      | Inquinamento aria - Media NO2 (10%)                    |
| Indice di sostenibilità ambientale (Environmental Performance Index - EPI) | Salute ambientale (40%)   | Acqua e potabilità (33%)     | Non potabilità (50%)                                   |
| Indice di sostenibilità ambientale (Environmental Performance Index - EPI) | Salute ambientale (40%)   | Acqua e potabilità (33%)     | Qualità acqua potabile (50%)                           |
| Indice di sostenibilità ambientale (Environmental Performance Index - EPI) | Vitalità ecosistema (60%) | Fonti d'acqua (25%)          | Trattamento acque (100%)                               |
| Indice di sostenibilità ambientale (Environmental Performance Index - EPI) | Vitalità ecosistema (60%) | Agricoltura (10%)            | Uso nitrogeni, efficienza (75%)                        |
| Indice di sostenibilità ambientale (Environmental Performance Index - EPI) | Vitalità ecosistema (60%) | Agricoltura (10%)            | Bilancio nitrogeni (25%)                               |
| Indice di sostenibilità ambientale (Environmental Performance Index - EPI) | Vitalità ecosistema (60%) | Foreste (10%)                | Copertura boschiva (100%)                              |
| Indice di sostenibilità ambientale (Environmental Performance Index - EPI) | Vitalità ecosistema (60%) | Pesca (5%)                   | Riserve di pesce (100%)                                |
| Indice di sostenibilità ambientale (Environmental Performance Index - EPI) | Vitalità ecosistema (60%) | Biodiversità e habitat (25%) | Aree protette terrestri (National Biome Weights) (20%) |
| Indice di sostenibilità ambientale (Environmental Performance Index - EPI) | Vitalità ecosistema (60%) | Biodiversità e habitat (25%) | Aree protette terrestri (Global Biome Weights) (20%)   |
| Indice di sostenibilità ambientale (Environmental Performance Index - EPI) | Vitalità ecosistema (60%) | Biodiversità e habitat (25%) | Aree marine protette (20%)                             |
| Indice di sostenibilità ambientale (Environmental Performance Index - EPI) | Vitalità ecosistema (60%) | Biodiversità e habitat (25%) | Specie protette (Nazionale) (20%)                      |
| Indice di sostenibilità ambientale (Environmental Performance Index - EPI) | Vitalità ecosistema (60%) | Biodiversità e habitat (25%) | Specie protette (Globale) (20%)                        |
| Indice di sostenibilità ambientale (Environmental Performance Index - EPI) | Vitalità ecosistema (60%) | Clima e energia (25%)        | Andamento nell'uso del carbone (75%)                   |
| Indice di sostenibilità ambientale (Environmental Performance Index - EPI) | Vitalità ecosistema (60%) | Clima e energia (25%)        | Andamento nelle emissioni CO2 per kWh (25%)            |

## Classifica EPI

### 2020
| EPI (Primi 30 posti) | EPI (Primi 30 posti) | EPI (Primi 30 posti) | EPI (Primi 30 posti) | EPI (Primi 30 posti) |
| Pos.                 | Stato                | 2020!! \| 2010       |                      |                      |
| -------------------- | -------------------- | -------------------- | -------------------- | -------------------- |
| 1                    | Danimarca            | 82,5                 | 75,2                 |                      |
| 2                    | Lussemburgo          | 82,3                 | 70,7                 |                      |
| 3                    | Svizzera             | 81,5                 | 72,9                 |                      |
| 4                    | Regno Unito          | 81,3                 | 72,3                 |                      |
| 5                    | Francia              | 80,0                 | 74,2                 |                      |
| 6                    | Austria              | 79,6                 | 75,2                 |                      |
| 7                    | Finlandia            | 78,9                 | 73,3                 |                      |
| 8                    | Svezia               | 78,7                 | 73,4                 |                      |
| 9                    | Norvegia             | 77,7                 | 70,1                 |                      |
| 10                   | Germania             | 77,2                 | 76,0                 |                      |
| 11                   | Paesi Bassi          | 75,3                 | 73,8                 |                      |
| 12                   | Giappone             | 75,1                 | 75,6                 |                      |
| 13                   | Australia            | 74,9                 | 69,4                 |                      |
| 14                   | Spagna               | 74,4                 | 65,8                 |                      |
| 15                   | Belgio               | 73,3                 | 71,2                 |                      |
| 16                   | Irlanda              | 72,8                 | 69,9                 |                      |
| 17                   | Islanda              | 72,3                 | 71,9                 |                      |
| 18                   | Slovenia             | 72,0                 | 67,4                 |                      |
| 19                   | Nuova Zelanda        | 71,3                 | 70,5                 |                      |
| 20                   | Canada               | 71,0                 | 67,3                 |                      |
| 21                   | Rep. Ceca            | 71,0                 | 67,8                 |                      |
| 22                   | Italia               | 71,0                 | 69,9                 |                      |
| 23                   | Malta                | 70,7                 | 59,1                 |                      |
| 24                   | Stati Uniti          | 69,3                 | 65,7                 |                      |
| 25                   | Grecia               | 69,1                 | 65,7                 |                      |
| 26                   | Slovacchia           | 68,3                 | 64,2                 |                      |
| 27                   | Portogallo           | 67,0                 | 63,0                 |                      |
| 28                   | Corea del Sud        | 66,5                 | 64,3                 |                      |
| 29                   | Israele              | 65,8                 | 60,6                 |                      |
| 30                   | Estonia              | 65,3                 | 61,3                 |                      |

### 2018
EPI 2018 disponibile qui online.
| Posizione | Nazione       | Punteggio EPI | Salute ambientale (40% del punteggio) | Vitalità ecosistema (60% del punteggio) |
| --------- | ------------- | ------------- | ------------------------------------- | --------------------------------------- |
| 1         | Svizzera      | 87.42         | 93.57                                 | 83.32                                   |
| 2         | Francia       | 83.95         | 95.71                                 | 76.11                                   |
| 3         | Danimarca     | 81.60         | 98.20                                 | 70.53                                   |
| 4         | Malta         | 80.90         | 93.80                                 | 72.30                                   |
| 5         | Svezia        | 80.51         | 94.41                                 | 71.24                                   |
| 6         | Regno Unito   | 79.89         | 96.03                                 | 69.13                                   |
| 7         | Lussemburgo   | 79.12         | 95.07                                 | 68.48                                   |
| 8         | Austria       | 78.97         | 86.38                                 | 74.03                                   |
| 9         | Irlanda       | 78.77         | 95.92                                 | 67.34                                   |
| 10        | Finlandia     | 78.64         | 99.35                                 | 64.83                                   |
| 11        | Islanda       | 78.57         | 98.41                                 | 65.34                                   |
| 12        | Spagna        | 78.39         | 94.21                                 | 67.85                                   |
| 13        | Germania      | 78.37         | 88.68                                 | 71.50                                   |
| 14        | Norvegia      | 77.49         | 97.86                                 | 63.91                                   |
| 15        | Belgio        | 77.38         | 89.37                                 | 69.39                                   |
| 16        | Italia        | 76.96         | 85.88                                 | 71.02                                   |
| 17        | Nuova Zelanda | 75.96         | 95.96                                 | 62.63                                   |
| 18        | Paesi Bassi   | 75.46         | 92.26                                 | 64.25                                   |
| 19        | Israele       | 75.01         | 94.14                                 | 62.25                                   |
| 20        | Giappone      | 74.69         | 92.99                                 | 62.48                                   |
| 21        | Australia     | 74.12         | 97.95                                 | 58.23                                   |
| 22        | Grecia        | 73.60         | 91.03                                 | 61.98                                   |
| 23        | Taiwan        | 72.84         | 69.85                                 | 74.83                                   |
| 24        | Cipro         | 72.60         | 87.96                                 | 62.37                                   |
| 25        | Canada        | 72.18         | 97.51                                 | 55.29                                   |
| 26        | Portogallo    | 71.91         | 90.47                                 | 59.53                                   |
| 27        | Stati Uniti   | 71.19         | 93.91                                 | 56.04                                   |
| 28        | Slovacchia    | 70.60         | 63.87                                 | 75.08                                   |
| 29        | Lituania      | 69.33         | 72.57                                 | 67.18                                   |
| 30        | Costa Rica    | 67.85         | 76.44                                 | 62.13                                   |

### 2016
Il 23 gennaio 2016 è stato rilasciato l'indice di sostenibilità ambientale per il 2016 nel corso del forum economico mondiale, con 180 paesi analizzati.
Top 30 dei paesi con relativo punteggio
1. Finlandia 90.68
2. Islanda 90.51
3. Svezia 90.43
4. Danimarca 89.21
5. Slovenia 88.98
6. Spagna 88.91
7. Portogallo 88.63
8. Estonia 88.59
9. Malta 88.48
10. Francia 88.20

1. Nuova Zelanda 88.00
2. Regno Unito 87.38
3. Australia 87.22
4. Singapore 87.04
5. Croazia 86.98
6. Svizzera 86.93
7. Norvegia 86.90
8. Austria 86.64
9. Irlanda 86.60
10. Lussemburgo 86.58

1. Grecia 85.81
2. Lettonia 85.71
3. Lituania 85.49
4. Slovacchia 85.42
5. Canada 85.06
6. Stati Uniti 84.72
7. Rep. Ceca 84.67
8. Ungheria 84.60
9. Italia 84.48
10. Germania 84.26

### 2010
Il 28 gennaio 2010 la Yale University e la Columbia University hanno rilasciato L'Indice di sostenibilità ambientale 2010 presso il Forum Economico Mondiale per 163 paesi. Al primo posto troviamo l'Islanda a causa dei suoi punteggi più alti sull'ambiente e sulla salute pubblica, l'energia prodotta in Islanda proviene quasi essenzialmente da fonti rinnovabili (energia idroelettrica e geotermica), e per il suo controllo delle emissioni di gas a effetto serra. Gli Stati Uniti sono scesi alla posizione 61, rispetto alla 39 nel 2008, il Brasile fila al 62 posto, la Russia al 69, la Cina al 121, e l'India occupa il 123 posto.
Top 30 dei paesi con relativo punteggio
1. Islanda 93.5
2. Svizzera 89.1
3. Costa Rica 86.4
4. Svezia 86.0
5. Norvegia 81.1
6. Mauritius 80.6
7. Francia 78.2
8. Austria 78.1
9. Cuba 78.1
10. Colombia 76.8

1. Malta 76.3
2. Finlandia 74.7
3. Slovenia 74.5
4. Regno Unito 74.2
5. Nuova Zelanda 73.4
6. Cile 73.3
7. Germania 73.2
8. Italia 73.1
9. Portogallo 73.0
10. Giappone 72.5

1. Lettonia 72.5
2. Rep. Ceca 71.6
3. Albania 71.4
4. Panama 71.4
5. Spagna 70.6
6. Belize 69.9
7. Antigua e Barbuda 69.8
8. Singapore 69.6
9. Serbia 69.4
10. Ecuador 69.3

### 2008
Il 23 gennaio 2008 la Yale University e la Columbia University hanno rilasciato L'Indice di sostenibilità ambientale 2008 presso il Forum Economico Mondiale. Gli esperti ambientali hanno concluso che "l'analisi dei dati alla base della classifica 2008 suggerisce che la ricchezza è un elemento determinante del successo ambientale".
Top 30 dei paesi con relativo punteggio
1. Svizzera 95.5
2. Norvegia 93.1
3. Svezia 93.1
4. Finlandia 91.4
5. Costa Rica 90.5
6. Austria 89.4
7. Nuova Zelanda 88.9
8. Lettonia 88.8
9. Colombia 88.3
10. Francia 87.8

1. Islanda 87.6
2. Canada 86.6
3. Germania 86.3
4. Regno Unito 86.3
5. Slovenia 86.3
6. Lituania 86.2
7. Slovacchia 86.0
8. Portogallo 85.8
9. Estonia 85.2
10. Croazia 84.6

1. Giappone 84.5
2. Ecuador 84.4
3. Ungheria 84.2
4. Italia 84.2
5. Albania 84.0
6. Danimarca 84.0
7. Malaysia 84.0
8. Russia 83.9
9. Cile 83.4
10. Spagna 83.1

### 2006
Il 26 gennaio 2006 la Yale University e la Columbia University hanno rilasciato il Pilot 2006 Environmental Performance Index presso il Forum Economico Mondiale. È stato realizzato in collaborazione con il F.E.M. ed il Centro comune di ricerca della Commissione europea.
Top 30 dei paesi con relativo punteggio
1. Nuova Zelanda 88.0
2. Svezia 87.8
3. Finlandia 87.0
4. Rep. Ceca 86.0
5. Regno Unito 85.6
6. Austria 85.2
7. Danimarca 84.2
8. Canada 84.0
9. Malaysia 83.3
10. Irlanda 83.3

1. Portogallo 82.9
2. Francia 82.5
3. Islanda 82.1
4. Giappone 81.9
5. Costa Rica 81.6
6. Svizzera 81.4
7. Colombia 80.4
8. Norvegia 80.2
9. Grecia 80.2
10. Australia 80.1

1. Italia 79.8
2. Germania 79.4
3. Spagna 79.2
4. Taiwan 79.1
5. Slovacchia 79.1
6. Cile 78.9
7. Paesi Bassi 78.7
8. Stati Uniti 78.5
9. Cipro 78.4
10. Argentina 77.7